# Предраг Радмилац
Предраг Радмилац (Брежђе, 26. јануар 1938) српски је музички уредник, публициста и наставник.

## Биографија
Рођен је у породици оца Милоша, учитеља из Остре код Чачка и мајке Радмиле, учитељице из Ужица. Основну школу завршио је у Слатини код Чачка, а Учитељску школу у Крагујевцу. 
После завршетка студија на Музичкој академији у Сарајеву, предавао је музику у Основној школи Тихомир Матијевић, сада ОШ Краљ Александар Карађорђевић, први и Гимназији у Горњем Милановцу од 1958-1961. године и Чачку, као и у Музичкој школи др “Војислав Вучковић“ у Чачку, у којој је био и руководилац.
Дугогодишњи је музички уредник у Радио Чачку, члан Удружења новинара Србије и Удружења публициста Чачка. Дугогодишњи члан жирија и један од оснивача Драгачевског сабора трубача у Гучи и Сабора фрулаша Србије »Ој Мораво» у Прислоници код Чачка. 
Добитник је награда на фестивалима удружених радио станица Србије и златне значке Културно-просветне заједнице Србије. 
Био је фудбалер ФК “Таково“, Горњи Милановац и ФК “Борац“, Чачак.
Умро у Чачку 2. јануара 2010. године

## Књиге
- На Морави фрула, монографија, коауторство са Радованом Маринковићем и Бранимиром Миловановићем, прво издање, 2000. године. Издавач: Туристички савез Чачак.